# Nonmem
NONMEM är en mjukvara utvecklad av Stuart L. Beal och Lewis B. Sheiner på UCSF under 1970-talet. NONMEM används för modellering inom farmakologi, farmakometri, farmakodynamik och farmakokinetiska data för att i de flesta fall beskriva populationer. Namnet är en förkortning av det engelska "non-linear mixed effects modeling". NONMEM är en populär mjukvara som används av farmakometriker.